# Campeonato Carioca de Futebol de 1992 - Terceira Divisão
O Campeonato Carioca da Terceira Divisão de 1992 foi uma edição da terceira divisão do campeonato estadual de futebol profissional do Rio de Janeiro. A competição foi organizada pela Federação de Futebol do Estado do Rio de Janeiro (FERJ).
Ao final da disputa sagrou-se campeão o Anchieta e vice-campeão o São Paulo de São João de Meriti.

## Participantes
- Esporte Clube Anchieta, do Rio de Janeiro
- Bela Vista Futebol Clube, de Niterói
- Associação Atlética Colúmbia, de Duque de Caxias
- Everest Atlético Clube, do Rio de Janeiro
- Itapeba Atlético Clube, de Maricá
- Grêmio Esportivo Km 49, de Seropédica
- Nilópolis Futebol Clube, de Nilópolis
- São Paulo Futebol Clube,
- Sport Club União, do Rio de Janeiro